# 波里亚
波里亚（1964年12月—），有时写作波力亚，生于新疆维吾尔自治区伊宁市，中国俄罗斯族画家，新疆画院专职画家，新疆美术家协会副主席、油画艺术委员会副主任，新疆油画学会副主席，中国美术家协会会员，第十二届全国政协委员。
波里亚1988年毕业于新疆师范大学美术学院。他曾在中央美术学院油画创作高级研究班进修。